# Dã Tốc Mông Kha
Dã Tốc Mông Kha (Tiếng Mông Cổ: Есөнмөнх, mất năm 1252) là ulus của Hãn quốc Sát Hợp Đài trong khoảng thời gian 1246/1247–1252.

## Tiểu sử
Dã Tốc Mông Kha là con trai thứ năm của Sát Hợp Đài với Dã Tốc Luân (Yesülün). Vào khoảng năm 1246, ông được người anh họ Quý Do tôn lên làm hãn của Sát Hợp Đài sau khi Hà Lạt Húc Liệt bị phế truất. Vị Đại hãn tiếp theo là Mông Kha đã khởi xướng việc thanh trừng những nguời ủng hộ phe nhánh của nhà Oa Khoát Đài. Hà Lạt Húc Liệt và những người ủng hộ mình sau đó quay trở về nhằm đoạt lại ngôi vị Đại hãn đã mất của mình, tuy vậy ông mất trên đường về. Ô Lỗ Hốt Nãi, vợ của Hà Lạt Húc Liệt ngay khi về kinh đô của Hãn quốc Sát Hợp Đài đã ra tay ám sát Dã Tốc Mông Kha.
Ông có một người vợ tên Nãi Thị (Naishi) nhưng không có con. Dã Tốc Mông Kha được mô tả là thường xuyên ở trong tình trạng say xỉn, do đó vợ ông cùng wazir Baha al-Din Marghinani đã thay ông đảm nhiệm việc triều chính.